# Batalla de Hakedal
La batalla de Hakedal es la primera contienda conocida del rey Harald I en su ambición de unificar todos los reinos noruegos bajo su autoridad, según la saga Heimskringla de Snorri Sturluson.
Heimskringla menciona la muerte del rey Halfdan el Negro de Vestfold cuando su hijo Harald solo tenía diez años. Los caudillos vikingos de los territorios adyacentes rápidamente tomaron ventaja de la debilidad de un niño rey. Algunos reyes de Oppland reunieron fuerzas armadas en el norte, entre ellos Gandalf Alfgeirsson de Alvheim que fue el primero en atacar dividiendo su ejército en dos partes, una liderada por su hijo Hake Gandalfsson avanzando por tierra, la otra, el mismo Gandalf por mar en una ofensiva por la retaguardia del ejército de Vestfold.
Ante las noticias del acercamiento del enemigo, el caudillo regente de Harald, su tío Guttorm Sigurdsson Dagling, organizó un ejército y derrotó a las fuerzas de tierra, donde el mismo Hake murió. El valle donde lucharon tomó más tarde su nombre (Hakedal).
Tras su triunfo por tierra, Guttorm dirigió sus fuerzas hacia el rey Gandalf que había desembarcado en el flanco sur de Vestfold. Guttorm forzó la retirada de ejército de Gandalf, destrozando la mayor parte de su milicia.